# Kanashimi no Belladonna
Kanashimi no Belladonna (哀しみのベラドンナ Kanashimi no Beradonna?, A Tragédia de Belladonna (título no Brasil) ou Beladona (título em Portugal)  )  é um filme de animação japonês do género drama erótico, realizado e escrito por Eiichi Yamamoto, com base na obra La Sorcière do autor francês Jules Michelet. É a terceira parte da trilogia de filmes eróticos Animerama (アニメラマ), produzida pelo estúdio Mushi Production e por Osamu Tezuka durante a década de 1970. Estreou-se no Japão a 30 de junho de 1973, e em Portugal a 28 de maio de 1976. Também foi exibido no Festival de Berlim a 27 de junho de 1973. No Brasil foi lançado em DVD em 10 de março de 2020 pela Versátil Home Video no box Caça às Bruxas no Cinema Vol. 2, apenas legendado.

## Elenco
- Aiko Nagayama como Jeanne
- Katsutaka Ito como Jean
- Tatsuya Tashiro como bruxa
- Tatsuya Nakadai como demónio
- Masaya Takahashi como barão
- Shigaku Shimegi como baronesa
- Masakane Yonekura como padre católico
- Chinatsu Nakayama como narrador